# Lac Nong Fa
Le lac Nong Fa ou lac Nongphatom (litt. lac bleu) est un lac né d'un cratère volcanique situé dans les montagnes du district de Sanxay (en), dans la province d'Attapeu, au sud-est du Laos, dans la zone nationale de conservation de la biodiversité de Dong Ampham (en), à environ 12 kilomètres de la frontière vietnamienne et à 170 d'Attapeu À une altitude de 1 154 mètres, la profondeur maximale du lac serait de 78 mètres, bien que les habitants aient affirmé que la profondeur est inconnue, après avoir tenté en vain de mesurer la profondeur avec des perches de bambou.
Pendant la guerre du Vietnam, il a été utilisé par les Nord-Vietnamiens comme halte pour les soldats blessés sur la  piste Hô Chi Minh ainsi que par les pilotes américains qui l'ont enregistré comme point de navigation et l'ont appelé "Dollar Lake" parce qu'il était rond .
La légende veut qu'il serait hanté par une créature de cochon-serpent qui mange ceux qui nagent dans ses profondeurs, qu'il renfermerait des diamants et que s'y baigner permettrait d'atteindre la jeunesse éternelle,.
Le lac est entouré de pinèdes

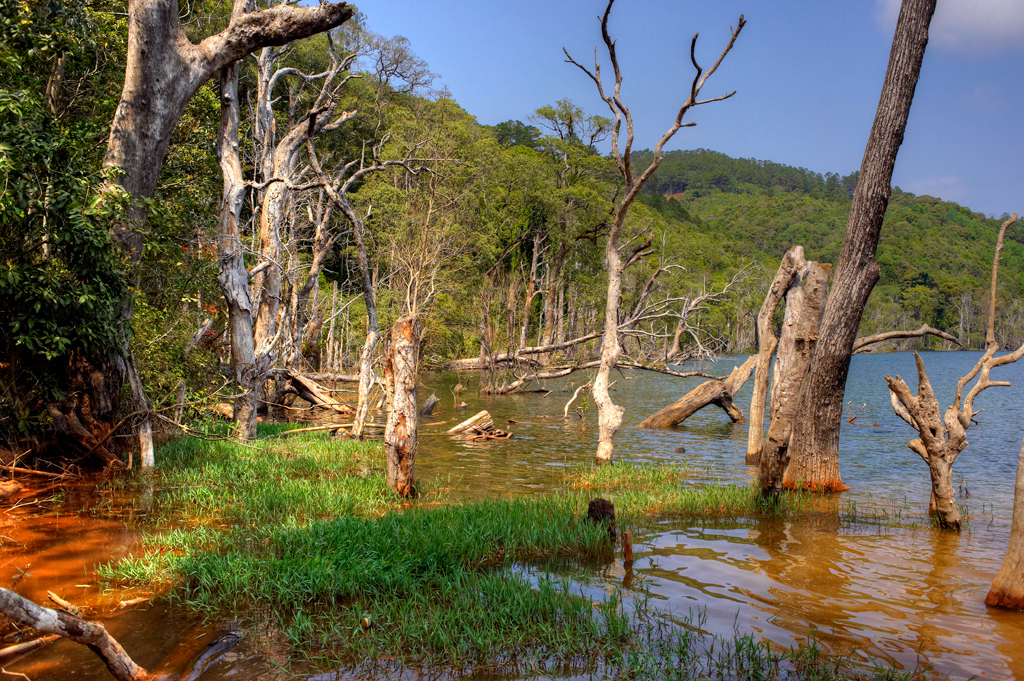
Le lac en 2012